# Shabbaniyya
Shabbaniyya (in arabo الشبانية‎?, al-Shabbāniyya) è un villaggio libanese del Governatorato del Monte Libano.
Shabbaniyya è situata a 20 km a est di Beirut.